# Triticella nodosa
Triticella nodosa är en mossdjursart som beskrevs av Gordon 1986. Triticella nodosa ingår i släktet Triticella och familjen Triticellidae. Inga underarter finns listade i Catalogue of Life.